# Ricardo Franco
Ricardo Franco Rubio (Madrid, 24 maggio 1949 – Madrid, 20 maggio 1998) è stato un regista, sceneggiatore, attore e produttore cinematografico spagnolo.

## Biografia
Dopo aver intrapreso studi in diverse discipline - diritto, filosofia, medicina - senza portarne a termine alcuno, entra nel mondo del cinema come assistente regista dello zio Jesús Franco.
Gira il suo primo cortometraggio, Gospel (1969), sotto l'influsso della Scuola di Argüelles. Tra i suoi primi lavori, sempre in cortometraggio, c'è El increíble aumento del coste de la vida. Sceneggiatore dei suoi film, ebbe inizialmente problemi con la censura spagnola e alcuni suoi film, come El desastre de Annual, furono proibiti.
Acquista una discreta rinomanza con Pascual Duarte, il cui soggetto fu suggerito da Elías Querejeta, produttore della pellicola. Negli anni novanta, già malato, continua la sua attività di regista.
Ha lavorato anche per la televisione spagnola, per le serie La huella del crimen e La mujer de tu vida, e ha pubblicato il libro di poesie Los restos del naufragio (1979).
È morto nel maggio del 1998 per un infarto, senza riuscire a terminare il suo ultimo lavoro, Lágrimas negras, che sarà completato da Fernando Bauluz.

## Filmografia

### Regista
- Gospel, el monstruo (1969) cortometraggio
- El desastre de Annual (1970)
- El increible aumento de la vida (1974) cortometraggio
- Pascual Duarte (1975)
- Los restos del naufragio (1977)
- Disa, cincuenta aniversario (1983)
- La huella del crimen: El caso del cadáver descuartizado (1984) TV
- Gringo mojado (1984)
- El sueño de Tánger (1985)
- Berlín Blues (1987)
- La mujer de tu vida (1988) TV
- La huella del crimen 2: El crimen de las estanqueras de Sevilla (1990) TV
- Crónicas del mal (1991)
- La canción del condenado (1991)
- ¡Oh, cielos! (1993)
- Después de tantos años (1994)
- La buona stella (La buena estrella) (1997)
- Lágrimas negras (1998)

### Sceneggiatore
- Adiós, pequeña di Imanol Uribe (1986)
- Berlín Blues (1988)
- Ossessione d'amore di Javier Elorrieta (1989)
- Tu nombre envenena mis sueños di Pilar Miró (1996)
- La buona stella (La buena estrella) (1997)
- Lágrimas negras (1998)

### Attore
- Amo mi cama, rica di Emilio Gutiérrez Lázaro (1970)
- Los restos del naufragio (1977)
- Pepi, Luci, Bom y otras chicas del montón di Pedro Almodóvar (1980)
- La madre di Miguel Bardem (1995)